# Gestoso (Silleda)
Gestoso (oficialmente Santa María de Xestoso) es una parroquia española del municipio pontevedrés de Silleda, en la comunidad autónoma de Galicia.

## Toponimia
La parroquia puede aparecer referida con las grafías «Gestoso» y «Xestoso».

## Historia
Hacia mediados del siglo XIX, la parroquia tenía contabilizada una población de 80 habitantes. Aparece descrita en el octavo volumen del Diccionario geográfico-estadístico-histórico de España y sus posesiones de Ultramar de Pascual Madoz con las siguientes palabras:

GESTOSO (Sta. Maria): felig. en la prov. de Pontevedra (8 leg.), part. jud. de Lalin (2), dióc. de Lugo (11), ayunt. de Chapa. sit. en un vallecito elevado, con libre ventilacion y clima saludable. Tiene 16 casas de mediana fáb. y escasa comodidad. La igl. parr. (Sta. Maria), esta servida por un cura de entrada y patronato lego. Confina el térm. con las felig. de Escuadro, Graba y Refojos. El terreno participa de monte y llano, y le fertiliza un riach. que bajando por la parr. de Escuadro va á parar al r. Toja. prod.: cereales, legumbres, hortaliza, frutas, y pastos: se cria ganado vacuno, de cerda, lanar y cabrio; caza de varias clases y alguna pesca. pobl.: 16 vec., 80 alm. contr. con su ayunt. (V.)
(Madoz, 1847, p. 393)

En la actualidad, pertenece al municipio de Silleda. En 2022, tenía empadronados 124 habitantes.